# Anisoplaca
Anisoplaca is een geslacht van vlinders van de familie tastermotten (Gelechiidae).

## Soorten
- A. acrodactyla Meyrick, 1907
- A. achyrota Meyrick, 1886
- A. cosmia Bradley, 1956
- A. fraxinea Philpott, 1928
- A. ptyoptera Meyrick, 1886
- A. viatrix Meyrick, 1921